# یاتسک بورتسوخ
یاتسک بورتسوخ (لهستانی: Jacek Borcuch؛ زادهٔ ۱۷ آوریل ۱۹۷۰) بازیگر اهل لهستان است.
از فیلم‌ها یا برنامه‌های تلویزیونی که وی در آن نقش داشته‌است، می‌توان به یک ورشویی، بدون پنهان‌کاری، ماندگار، تمام آنچه بدان عشق می‌ورزم، خودِ زندگی، مکمل، عنصر نامطلوب، راز ساگال و قرض اشاره کرد.